# سیگنال‌دهی تفاضلی با ولتاژ کم

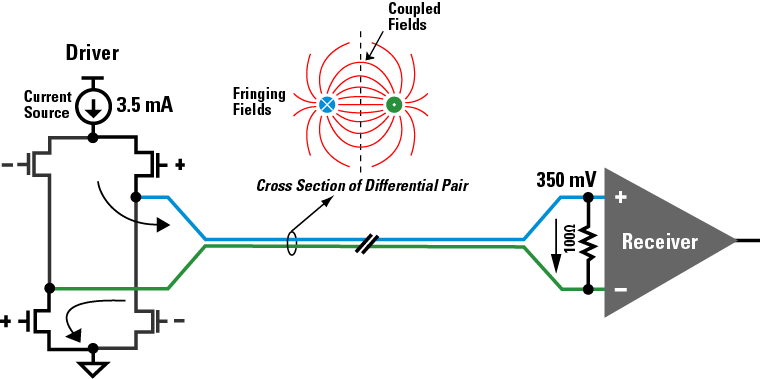
مدار پایه‌ عملیاتی ال‌وی‌دی‌اس که جریانی را نشان می‌دهد که در یک حلقه به سمت راه‌انداز می‌رود و گسیلش تابیده کمتر (EMI) ناشی از تزویج‌سازی میدان در زوج تفاضلی را نشان می‌دهد.

سیگنال‌دهی تفاضلی با ولتاژ کم (به انگلیسی: Low-voltage differential signaling) یا سیگنال‌دهی تفاضلی ولتاژ پایین (اختصاری ال‌وی‌دی‌اس) که با نام TIA/EIA-644 نیز شناخته می‌شود، یک استاندارد فنی است که ویژگی‌های الکتریکی یک استاندارد سیگنال‌دهی سریال و تفاضلی را مشخص می‌کند. ال‌وی‌دی‌اس با توان کم کار می‌کند و با استفاده از کابل‌های مسی ارزان قیمت می‌تواند با سرعت‌های بسیار بالا کار کند. ال‌وی‌دی‌اس فقط یک مشخصات لایه فیزیکی است. بسیاری از استانداردها و کاربردهای ارتباطی داده از آن استفاده می‌کنند و یک لایه پیوند داده همان‌طور که در مدل اواس‌آی تعریف شده است در بالای آن اضافه می‌کنند.
ال‌وی‌دی‌اس در سال ۱۹۹۴ معرفی شد و در محصولاتی مانند تلویزیون‌های ال‌سی‌دی، سامانه‌های سرگرمی داخل خودرو، دوربین‌های صنعتی و بینایی ماشین، رایانه‌های نوت‌بوک و تبلت و سامانه‌های ارتباطی محبوب شده است. کاربردهای معمولی عبارتند از ویدیوهای پرسرعت، گرافیک، انتقال داده‌های دوربین فیلمبرداری و گذرگاه‌های کامپیوتری با هدف عمومی.
در اوایل، فروشندگان کامپیوترهای نوت‌بوک و نمایشگرهای ال‌سی‌دی معمولاً در هنگام اشاره به پروتکل خود از عبارت ال‌وی‌دی‌اس به جای اف‌پی‌دی-لینک استفاده می‌کردند و اصطلاح ال‌وی‌دی‌اس به اشتباه مترادف با پیوند صفحه نمایش تخت در واژگان مهندسی نمایشگر-ویدئویی شده است.
ال‌وی‌دی‌اس یک سامانه سیگنال‌دهی تفاضلی است، به این معنی که اطلاعات را به عنوان اختلاف بین ولتاژهای یک جفت سیم انتقال می‌دهد. دو ولتاژ سیم در گیرنده مقایسه می‌شوند. در یک پیاده‌سازی معمولی، فرستنده جریان ثابت ۳٫۵ میلی‌آمپر را به سیم‌ها تزریق می‌کند، با جهت جریان سطح منطق دیجیتال را تعیین می‌کند. جریان از یک مقاومت پایانشی در حدود ۱۰۰ تا ۱۲۰ اهم (مطابق با امپدانس مشخصه کابل برای کاهش بازتاب) در انتهای گیرنده عبور می‌کند و سپس از طریق سیم دیگر در جهت مخالف بازمی‌گردد. بر اساس قانون اهم، اختلاف ولتاژ در مقاومت در حدود ۳۵۰ میلی‌ولت است. گیرنده برای تعیین سطح منطقی، قطبیت این ولتاژ را حس می‌کند.
ولتاژ تفاضلی پایین، حدود ۳۵۰ میلی‌ولت، باعث می‌شود که ال‌وی‌دی‌اس در مقایسه با سایر فناوری‌های سیگنال‌دهی، توان بسیار کمی مصرف کند. در ولتاژ منبع تغذیه ۲٫۵ ولت توان راه‌انداز ۳٫۵ میلی‌آمپری ۸٫۷۵ میلی‌وات می‌شود، در مقایسه با ۹۰ میلی‌وات که با مقاومت بار برای سیگنال RS-422 تلف می‌شود.
سطوح منطقی:
| Vee | VOL     | VOH     | Vcc         | VCMO    |
| --- | ------- | ------- | ----------- | ------- |
| GND | ۱٫۰ ولت | ۱٫۴ ولت | ۲٫۵–۳٫۳ ولت | ۱٫۲ ولت |

## کاربردها
در سال ۱۹۹۴، نشنال سمیکنداکتور ال‌وی‌دی‌اس را معرفی کرد که بعداً به یک استاندارد واقعی برای انتقال داده با سرعت بالا تبدیل شد.: ۸ 

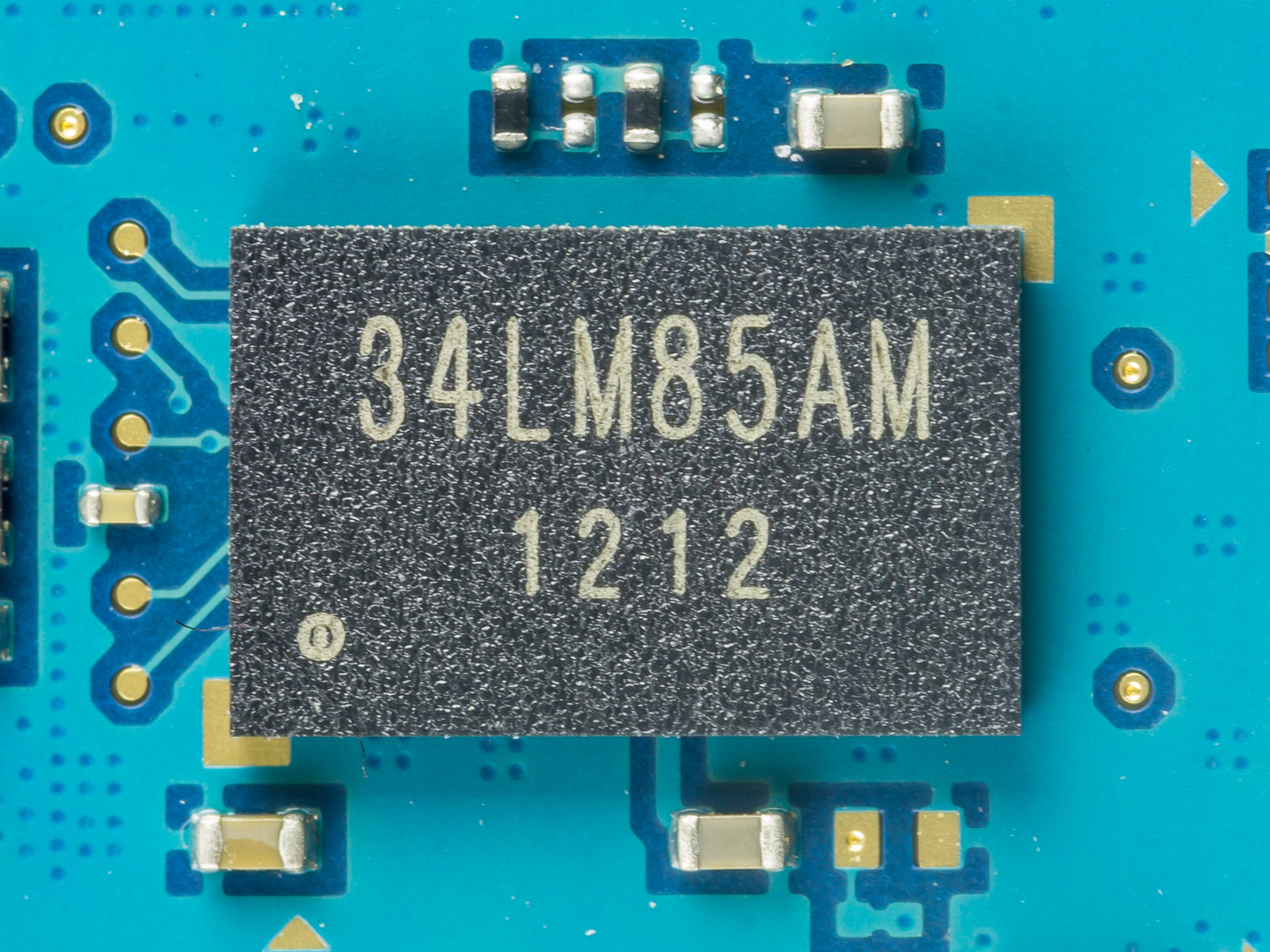
دوستک 34LM85AM، در تبلت به عنوان فرستنده صفحه نمایش تخت استفاده می‌شود

اینتل و ای‌ام‌دی در دسامبر ۲۰۱۰ یک بیانیه مطبوعاتی منتشر کردند که در آن اعلام کردند تا سال ۲۰۱۳ دیگر از رابط پنل ال‌سی‌دی ال‌وی‌دی‌اس در خطوط تولید خود پشتیبانی نخواهند کرد. آنها در حال تبلیغ دیسپلی‌پورت جاسازی‌شده و درگاه‌صفحه‌نمایش داخلی به‌عنوان راه‌حل ترجیحی خود هستند. با این حال، ثابت شده است که رابط پنل ال‌سی‌دی ال‌وی‌دی‌اس کم‌هزینه‌ترین روش برای انتقال جریان ویدئو از یک واحد پردازش ویدیو به کنترل‌کننده زمان‌بندی پنل ال‌سی‌دی در تلویزیون یا نوت‌بوک است و در فوریه ۲۰۱۸، تولیدکنندگان تلویزیون‌های ال‌سی‌دی و نوت‌بوک محصولات جدید با استفاده از رابط ال‌وی‌دی‌اس همچنان به معرفی آن‌ها ادامه می‌دهند.
ال‌وی‌دی‌اس در ابتدا به عنوان یک استاندارد ۳٫۳ ولت معرفی شد. سیگنال‌دهی ولتاژ پایین مقیاس‌پذیر (اس‌ال‌وی‌اس) دارای ولتاژ حالت‌مشترک کمتر ۲۰۰ میلی ولت و نوسان پیک تا پیک کاهش یافته است، اما در غیر این صورت مانند ال‌وی‌دی‌اس است.: ۹ 